# Operacja bugurusłańska
Operacja bugurusłańska – działania wojenne prowadzone przez Grupę Południową Frontu Wschodniego Armii Czerwonej przeciwko Armii Zachodniej, głównemu zgrupowaniu białej Armii Rosyjskiej.
Łącznie w operacji brało udział po stronie czerwonych 49 tysięcy żołnierzy, 585 karabinów maszynowych oraz 152 działa. Siły białych były ponaddwukrotnie słabsze liczebnie.

## Tło wydarzeń
W marcu i kwietniu 1919 r. biała Armia Rosyjska adm. Aleksandra Kołczaka przeprowadziła szeroko zakrojoną ofensywę, w wyniku której dotarła do linii Buzułuk-Czystopol, na odległość 80 km od Kazania i Samary oraz 100 km od Symbirska. Sztab adm. Kołczaka planował dalsze działania ofensywne, aż do zdobycia Moskwy i obalenia bolszewickiego rządu. W obliczu zagrożenia bolszewiccy przywódcy zdecydowali, że większość uzupełnień będzie kierowana do Frontu Wschodniego Armii Czerwonej toczącego walkę z Kołczakiem, nie zaś na południe do walki z Kozakami dońskimi i wojskami gen. Denikina, które uznano za mniejsze zagrożenie. Opracowany został również plan kontrofensywy złożonej z kilku operacji, które miały przeprowadzać Grupa Północna Frontu Wschodniego pod dowództwem Wasilija Szorina oraz Grupa Południowa dowodzona przez Michaiła Frunzego. Operacja bugurusłańska prowadzona przez siły dowodzone przez Frunzego stanowiła pierwszy etap kontrofensywy.

## Przebieg operacji
W toku operacji Grupa Południowa zamierzała swoimi głównymi siłami uderzyć w kierunku Samary i Ufy na tyły i flankę Armii Zachodniej gen. Michaiła Chanżyna, odcinając jej drogę odwrotu, a następnie doprowadzając do jej rozbicia na południowy zachód od Bugulmy. Część jednostek wchodzących w skład grupy miała przy tym utrzymywać Orenburg i Uralsk. Trzon Grupy Południowej stanowiły grupa uderzeniowa (określana jako Armia Turkiestańska) złożona z 31 dywizji strzeleckiej, brygady kawalerii wydzielonej z 3 dywizji strzeleckiej, 73 brygady strzeleckiej wchodzącej w skład 25 dywizji strzeleckiej, wspierana przez 25 i 26 dywizje strzeleckie (wchodzące w skład 5 Armii). Ich zadaniem było uderzenie na Bugurusłan, Zagladino i Saraj-Gir z obszaru na północ od Buzułuku. Działania grupy uderzeniowej i jednostek 5 Armii wspomagać miała 24 dywizja strzelecka (część 1 Armii), poruszając się z Michajłowskiego w dół Diemy. Natomiast jednostki tworzące lewe skrzydło 5 Armii (27 dywizja strzelecka oraz 2 brygada 5 dywizji strzeleckiej) otrzymały zadanie zabezpieczenia Samary. 
Operacja rozpoczęła się 28 kwietnia 1919 r. uderzeniem 25 i 26 dywizji w odstęp między 3 i 6 korpusem białych. W ciągu kolejnych dwóch dni czerwoni rozbili 11 i 7 dywizję piechoty Armii Zachodniej. 4 maja wkroczyli do Zagladina oraz do Bugurusłanu. Michaił Frunze zamierzał kolejnymi działaniami doprowadzić do otoczenia i zniszczenia 2 i 3 korpusu Armii Zachodniej, które dotarły w toku wcześniejszych działań ofensywnych najbardziej na zachód. 4 maja Frunze przekazał pod komendę Michaiła Tuchaczewskiego, dowódcy 5 Armii, 25 i 2 dywizje. Oprócz nich w otoczeniu 2 i 3 Korpusu miały brać udział 26, 27 i 5 dywizje strzeleckie. Wykonanie tego zamiaru udaremniła dezercja Awałowa, dowódcy 25 dywizji strzeleckiej. Przeszedł on na stronę białych i przedstawił Chanżynowi zamiary przeciwnika.  
5 Armia rozpoczęła wykonywanie manewru z Bugurusłanu zgodnie z planem Frunzego, natomiast Armia Turkiestańska wspólnie z 1 Armią uderzyła na Belebej. Dzięki informacjom przekazanym przez Awałowa jednostki Armii Zachodniej planowo wycofały się w kierunku Bugulmy (zajętej przez czerwonych 13 maja), a następnie za rzekę Ik (do 15 maja), tocząc zacięte walki z nacierającą 5 Armią.
Przeprowadzenie przez czerwonych operacji bugurusłańskiej było pierwszym etapem kontrofensywy Frontu Wschodniego. Uniemożliwiła białym dalszy marsz w kierunku zachodnim, a Armii Czerwonej pozwoliła na przystąpienie do kolejnych działań ofensywnych: operacji sarapulsko-wotkińskiej oraz operacji ufijskiej. 